# Чемпионат России по боксу 2004
Чемпионат России по боксу 2004 года проходил в Самаре с 29 ноября по 5 декабря.

## Медалисты
| Весовая категория | Золото                                | Серебро                               | Бронза                                                                 |
| ----------------- | ------------------------------------- | ------------------------------------- | ---------------------------------------------------------------------- |
| до 48 кг          | Давид Айрапетян Ставропольский край   | Вячеслав Еремеев Башкортостан         | Сергей Ананьин Иркутская область Руслан Закиров Новосибирская область  |
| до 51 кг          | Бато-Мунко Ванкеев Якутия             | Алексей Тараторкин ХМАО               | Халид Муртазалиев Дагестан Александр Афанасьев Ульяновская область     |
| до 54 кг          | Максим Халиков Челябинская область    | Эдуард Абзалимов Челябинская область  | Зинат Жандыбаев Омская область Али Алиев Дагестан                      |
| до 57 кг          | Сергей Игнатьев Новосибирская область | Александр Комаренко ХМАО              | Сергей Мацкелов Ульяновская область Афанасий Поскачин Якутия           |
| до 60 кг          | Хабиб Аллахвердиев Дагестан           | Семён Гривачёв Москва                 | Эдуард Амбарцумян Краснодарский край Артём Грунчев Ульяновская область |
| до 64 кг          | Александр Леонов Москва               | Олег Комиссаров Волгоградская область | Сергей Грузда Республика Коми Константин Чурилов Хабаровский край      |
| до 69 кг          | Андрей Баланов Московская область     | Батраз Баскаев Москва, Владикавказ    | Валерий Щуклин Красноярский край Александр Зубков Бурятия              |
| до 75 кг          | Матвей Коробов Москва                 | Сергей Ковалёв Челябинская область    | Алексей Щербаков Новосибирская область Ислам Патиев Ингушетия          |
| до 81 кг          | Михаил Гала Пермская область          | Егор Мехонцев Свердловская область    | Артур Бетербиев Москва Денис Черныш Москва                             |
| до 91 кг          | Роман Романчук Московская область     | Рахим Чахкиев Ингушетия               | Алексей Мамонтов Хабаровский край Мусалчи Магомедов Дагестан           |
| свыше 91 кг       | Ислам Тимурзиев Ингушетия             | Сергей Харитонов Москва               | Евгений Суховерхов ХМАО Артур Марабян Самарская область                |